# Карчелес
Карчелес (ісп. Cárcheles) — муніципалітет в Іспанії, у складі автономної спільноти Андалусія, у провінції Хаен. Населення — 1504 особи (2010).
Муніципалітет розташований на відстані близько 310 км на південь від Мадрида, 20 км на південний схід від Хаена.
На території муніципалітету розташовані такі населені пункти: (дані про населення за 2010 рік)
- Карчель: 221 особа
- Карчелехо: 1283 особи

## Демографія
Динаміка населення (INE ):